# Веліжанський Сергій Костянтинович
Сергі́й Костянти́нович Веліжа́нський (нар. 3 вересня 1960, село Успенка, Тюменська область, Росія) — український політик. Народний депутат України. Член партії ВО «Батьківщина». Голова спостережної ради ВАТ «Кримзалізобетон». Президент ТОВ «Золотий символ».

## Освіта
У 1984 році закінчив Севастопольський приладобудівний інститут за спеціальністю «Суднове силове устатковання».

## Кар'єра
- 1977–1978 — збиральник радіоапаратури на Сімферопольському заводу телевізорів.
- 1978–1984 — слухач підготовчого відділення, студент Севастопольського приладобудівного інституту.
- 1984–1987 — майстер, заступник начальника виробництва Феодосійського ВО імені XXVI з'їзду КПРС.
- 1987–1989 — завідувач відділу Кримського ОК ЛКСМУ.
- 1989–1991 — директор ВО «Труд» Кримського ОК ЛКСМУ.
- 1991–1993 — директор споруджуваного туркомплексу «Печера Мармурова» (місто Сімферополь).
- Вересень 1993–1997 — голова Республіканського Комітету у справах молоді АР Крим.
- 1997–1998 — директор ТОВ «Підприємство «Інтерпостачання» (місто Сімферополь).
- 1998–2006 — депутат Верховної Ради Автономної Республіки Крим.
- Червень 1998 — серпень 2001 — заступник Голови Ради міністрів АР Крим.
- 2003 — голова наглядової ради ВАТ «Кримзалізобетон».
- Квітень 2006–2007 — депутат Верховної Ради Автономної Республіки Крим від «Блоку Юлії Тимошенко», голова групи «Процвітання в єдності».

## Парламентська діяльність
Березень 2006 — кандидат в народні депутати України від «Блоку Юлії Тимошенко», № 171 в списку. На час виборів: президент компанії ТОВ «Золотий Символ», член партії ВО «Батьківщина».
Народний депутат України 6-го скликання з 23 листопада 2007 до 12 грудня 2012 від «Блоку Юлії Тимошенко», № 158 в списку. На час виборів: голова спостережної ради ВАТ «Кримзалізобетон», член партії ВО «Батьківщина». Член фракції «Блок Юлії Тимошенко» (з 23 листопада 2007). Голова підкомітету з питань соціальної безпеки Комітету з питань національної безпеки і оборони, член Спеціальної контрольної комісії з питань приватизації (з 26 грудня 2007).